# 莫尔热穆兰
莫尔热穆兰（法語：Morgemoulin，法語發音：[mɔʁʒəmulɛ̃]）是法国默兹省的一个市镇，位于该省东北部，属于凡尔登区。

## 地理
莫尔热穆兰（49°14'3"N, 5°34'52"E）面积6.85 平方千米，位于法国大東部大區默兹省，该省份为法国西北部内陆省份，北与比利时接壤，西接马恩省和阿登省，南至上马恩省和孚日省，东临默尔特-摩泽尔省。
与莫尔热穆兰接壤的市镇（或旧市镇、城区）包括：迪耶普苏杜欧蒙、福阿梅-奥尔内勒、弗罗默泽、然克雷、莫日维尔、阿博库尔-欧特库尔。
莫尔热穆兰的时区为UTC+01:00、UTC+02:00（夏令时）。

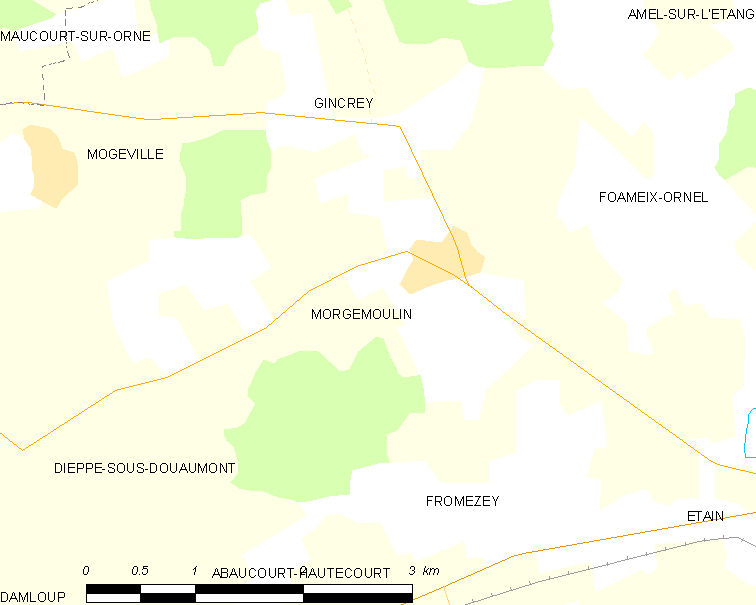
莫尔热穆兰的OSM定位图

## 行政
莫尔热穆兰的邮政编码为55400，INSEE市镇编码为55357。

## 政治
莫尔热穆兰所属的省级选区为布利尼县。

## 交通
默兹省省道D65线、D108线、D112线和D197线在此交汇。

## 人口

1962-2008年间莫尔热穆兰人口变化图示

莫尔热穆兰于2022年1月1日时的人口数量为107人。